# خوان سرا
خوان سرا (انگلیسی: Juan Sara؛ زادهٔ ۱۳ اکتبر ۱۹۷۶) بازیکن فوتبال اهل آرژانتین است.
از باشگاه‌هایی که در آن بازی کرده‌است می‌توان به باشگاه فوتبال فادوتس، باشگاه فوتبال رجینا، باشگاه فوتبال رجانا، باشگاه فوتبال کاونتری سیتی، باشگاه فوتبال داندی، و باشگاه فوتبال اتلتیکو هوراکان اشاره کرد.